# アイオ (フリウーリ公)
アイオもしくはハイオ（英語: Aio, Haio, 811年以降没）またはアイオーネ（イタリア語：Aione del Friuli）は、フリウーリ公だったと推定されている人物。おそらくエリクの死（799年）からカダラオの任命（817年）まで任についていた。なお、808年ごろに死去したイストリア辺境伯ウンフリドが前任者だった可能性もある。当時や後の史料には彼をフリウーリ公として言及している史料はないが、この時期に明らかにフリウーリ公の勢力が拡大しており、またアイオ以外にフリウーリ公がいたとされる証拠もない。

## 生涯
799年2月2日、アイオはカール大帝からフリウーリ公国の土地を与えられた。 809年7月7日、カール大帝はアイオの息子たちがフリウーリを分割統治することを承認した。長男アルボイン（アルブイン）はフリウーリとヴィチェンツァを、次男インゴベルトもヴィンチェンツァ内の土地を、また末子アギスクラフはヴェローナを受け取った。アイオの領土があまりにも広大だったため、相続にも皇帝の認可を要したのである。
アインハルトやフルダ年代記によると、カール大帝は811年にニケフォロスの和約に調印するため、バーゼル司教ハイト、トゥール伯ユーグ、アイオの3人をコンスタンティノープルに派遣している。